# Abbazia di Weingarten
L'abbazia di Weingarten o abbazia di San Martino (in tedesco: Abtei Weingarten) è un monastero benedettino sul Martinsberg (monte di San Martino) a Weingarten, presso Ravensburg, nel Baden-Württemberg (Germania).

## Prima fondazione

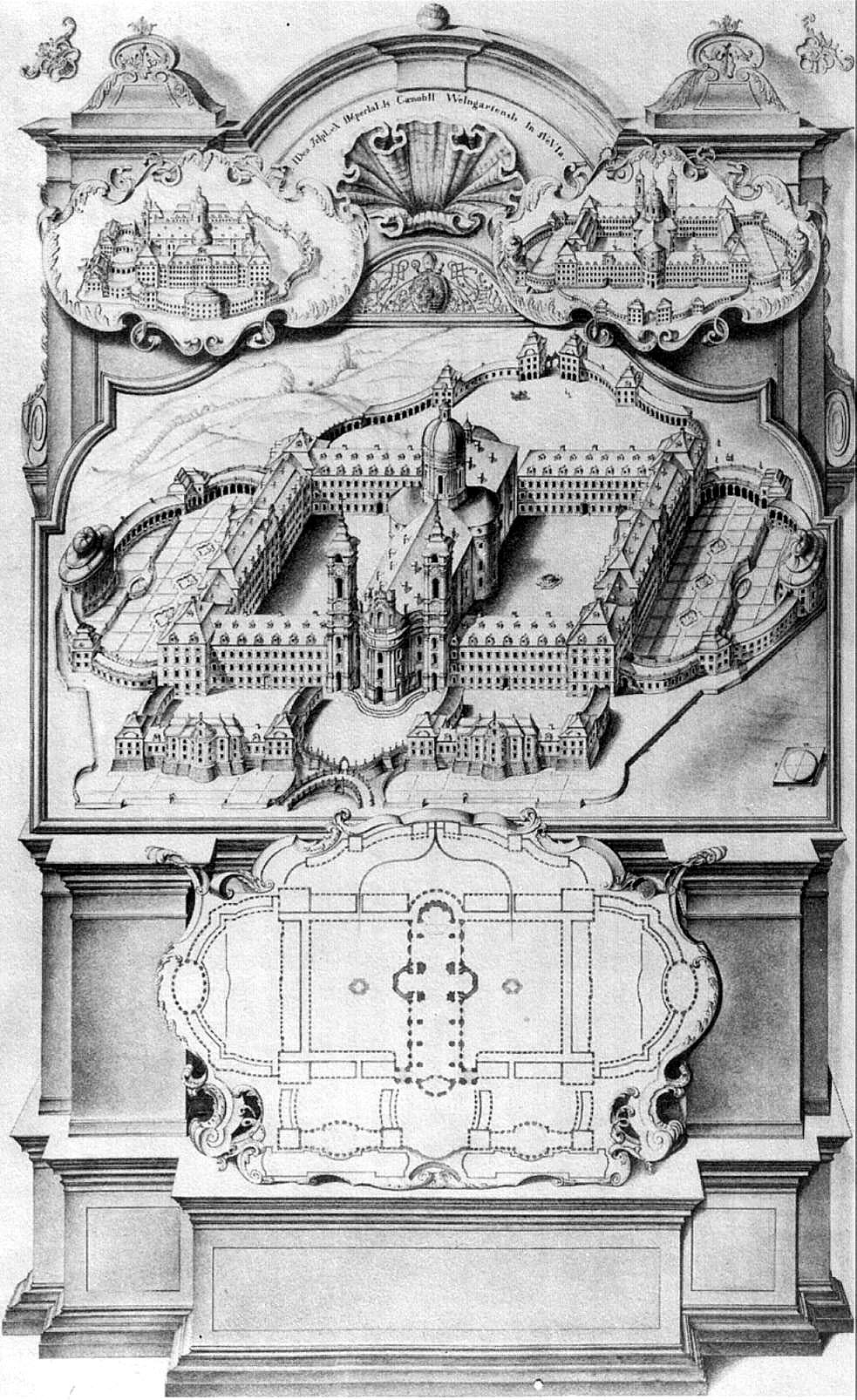
Mappa ideale dell'abbazia di Weingarten, 1723

Nel 1056, Guelfo I di Baviera, fondò un monastero benedettino sul Martinsberg, sovrastante il villaggio di Altdorf, ereditato dalla madre. Il nome Weingarten (vigneto) è documentato dal 1123. (Nel 1865, il villaggio prese definitivamente il nome dall'abbazia divenendo l'attuale cittadina di Weingarten.) Qui si insediarono dei monaci provenienti dall'abbazia di Altomünster. Nel 1126, Enrico IX di Baviera, si ritirò qui dopo la sua abdicazione; egli morì lo stesso anno e venne sepolto nella chiesa dell'abbazia.
I monaci si prodigarono, tra le altre cose, nella miniatura di manoscritti. Il loro lavoro più famoso è il Messale di Bertoldo del 1217, ora nella Biblioteca Pierpont Morgan a New York. Altra nota speciale è riservata a Welfenchronik, scritto ed illustrato attorno al 1190, che descrive e celebra la casa dei Guelfi che aveva sede nella vicina Ravensburg.
Il monastero venne elevato allo status di Reichsabtei (stato ecclesiastico indipendente) nel 1274.
Esso ottenne un territorio di 306 km², che si estendeva dall'Algovia al lago di Costanza e includeva numerose foreste e vigneti, ed era perciò uno dei più ricchi monasteri della Germania del sud.
Dal 1715, la chiesa romanica dell'abbazia, costruita tra il 1124 ed il 1182, venne in gran parte demolita e rimpiazzata tra il 1715 ed il 1724 da una chiesa più larga e riccamente decorata in stile barocco, che nel 1956 fu nominata basilica minore papale.
Nel 1803, durante la secolarizzazione, l'abbazia venne sciolta. Dapprima, divenne parte dei possedimenti della Casa di Orange-Nassau, e quindi nel 1806 parte del Regno del Württemberg. Le costruzioni del monastero vennero utilizzate come fabbriche e caserme per i soldati.

## La seconda fondazione

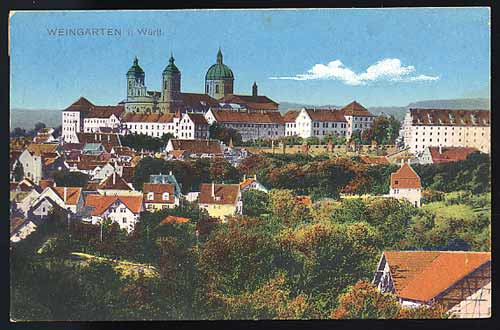
Weingarten con l'abbazia sul monte San Martino, 1917

Nel 1922, Weingarten venne rifondata e vi si reinsediarono i benedettini dell'arciabbazia di Beuron e dell'abbazia inglese di Erdington (in periferia di Birmingham). Nel 1940, i monaci vennero espulsi dalla Germania dal movimento nazista, ma vi poterono fare ritorno al termine della guerra. Sotto l'abate Luca Weichenrieder l'abbazia declinò, e dopo un ultimo periodo di vari amministratori fu sciolta un'altra volta nel 2010.
I monaci furono responsabili del Blutritt, o processione a cavallo del Santo Sangue conservato nella chiesa dell'abbazia. Dal 2010 la parrocchia continua questa responsabilità.
Il monastero faceva parte della Congregazione di Beuron della Confederazione benedettina ed era caratterizzato da due tradizioni ecclesiastiche, o "riti". Una parte dei monaci seguiva il rito romano, un'altra parte il rito bizantino.

## La struttura e l'organo

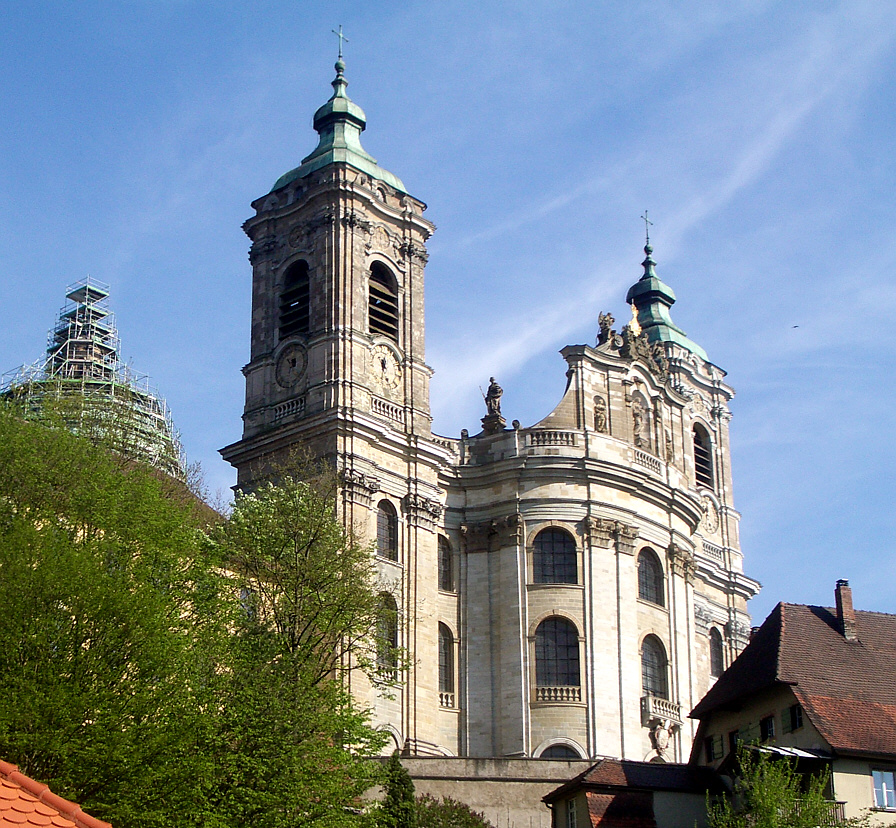
La facciata della chiesa.

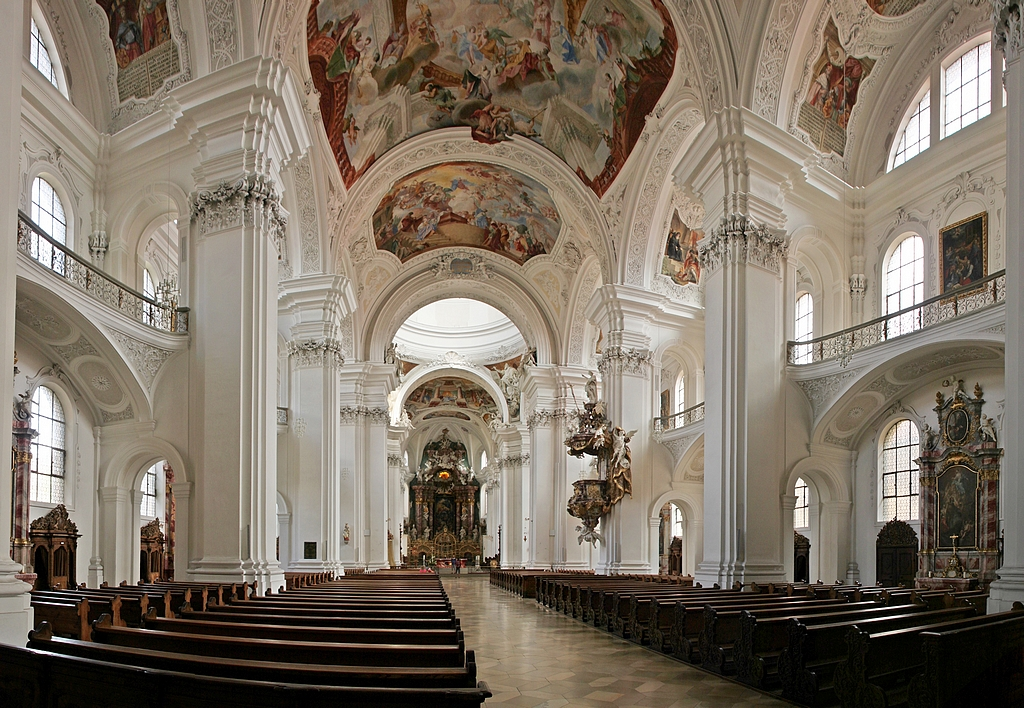
Veduta dell'interno con affreschi di Cosmas Damian Asam.

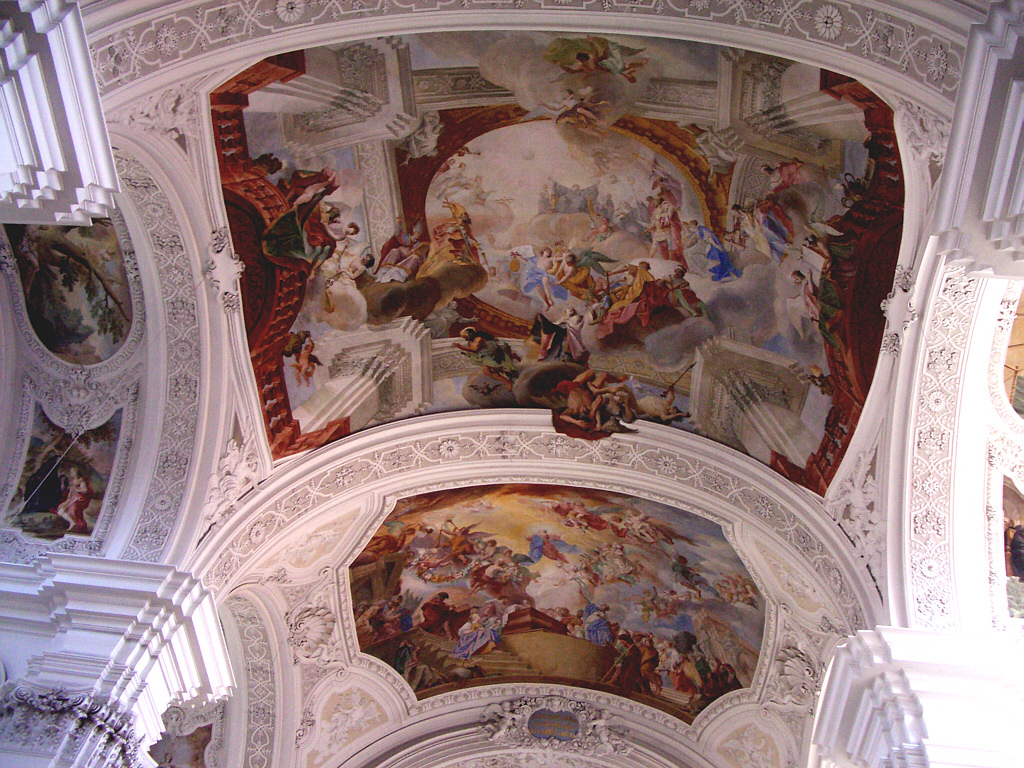
Un affresco della volta

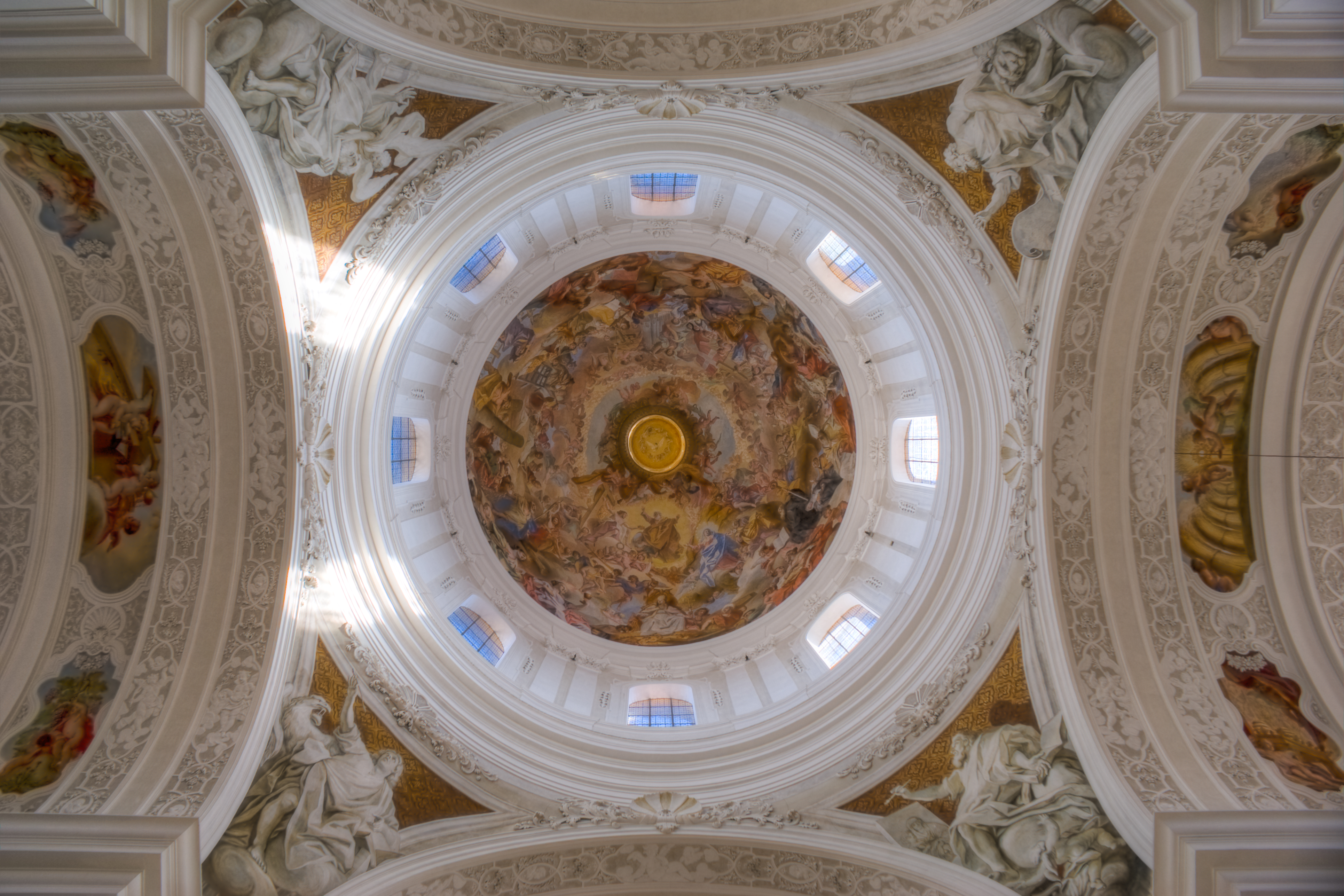
La cupola.

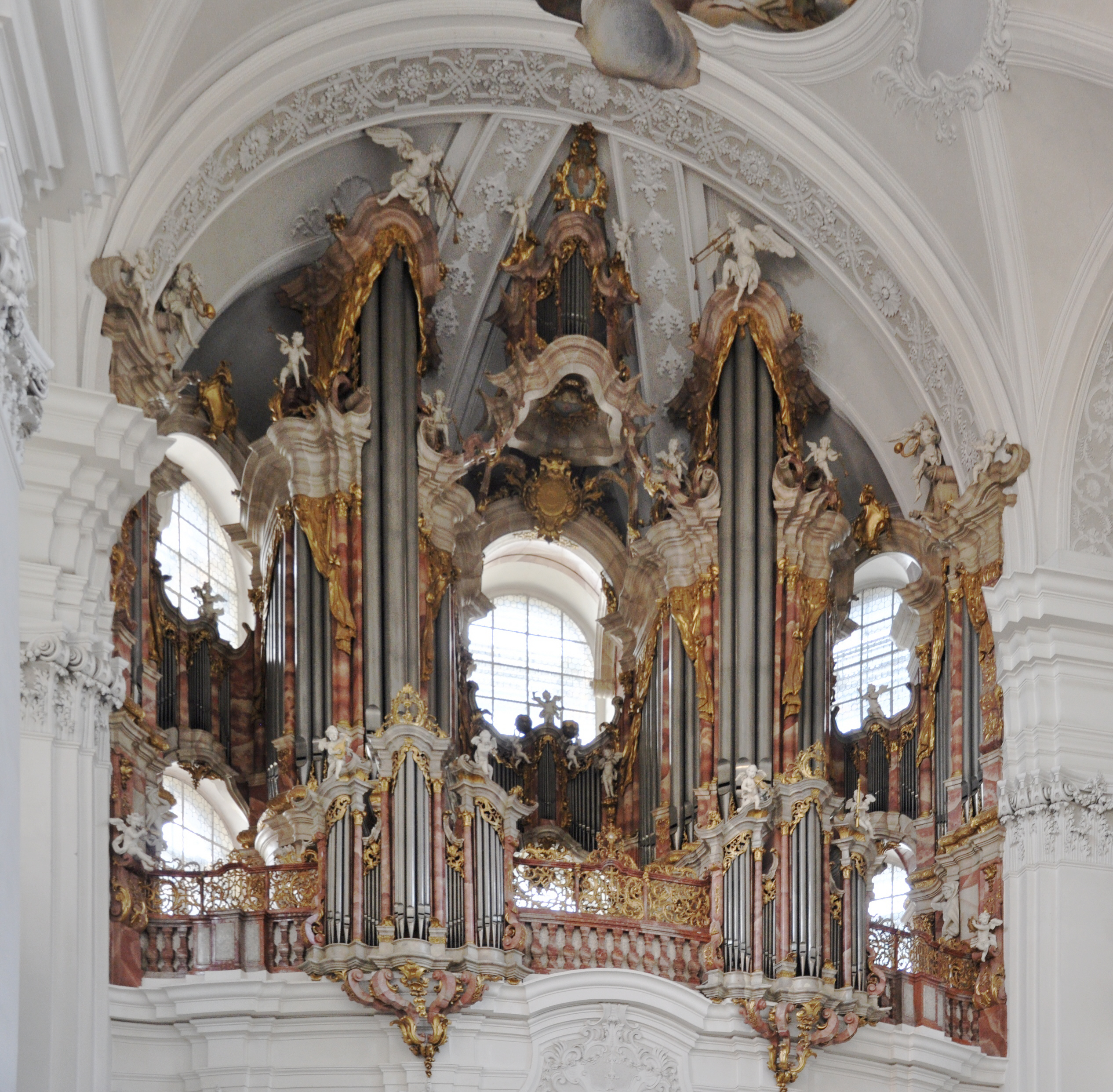
L'organo barocco

L'abbazia e la chiesa sono le maggiori attrazioni turistiche della via conosciuta come la Oberschwäbische Barockstraße che comprende una serie di monumenti storici del XVII e XVIII secolo.
All'interno della chiesa si trova il famoso organo Gabler, costruito tra il 1735 e il 1750 da Joseph Gabler. L'organo è composto da 63 registri (voci) e oltre 6.600 canne. È considerato il 44º organo più grande del mondo.

## Abati di Weingarten
- Alto c. 750-ca. 770 (ad Altomünster)
- Marino
- Etto c. 780
- Gelzo 780-792
- Rodolfo c. 1000-1025 (spostatosi ad Altdorf)
- Eberardo c. 1025-c. 1040
- Enrico I 1040-c. 1070 (spostatosi a Weingarten nel 1055)
- Berengario c. 1070-c. 1080
- Adilelmo di Lussemburgo c. 1080-c. 1088
- Walicho c. 1088-c. 1108
- Kuno Truchseß di Waldburg-Thann c. 1109-1132
- Arnoldo c. 1133-c. 1140
- Gerardo Truchseß di Waldburg-Thann c. 1141-c. 1149
- Burcardo c. 1149-c. 1160
- Dietmaro di Matsch c. 1160-c. 1180
- Marcardo di Triberg c. 1180-c. 1181
- Werner di Markdorff c. 1181-c. 1188
- San Megingaudo di Lechsgemünd c. 1188-1200
- Bertoldo di Heimburg 1200-1232
- Ugo di Montfort 1232-1242
- Corrado I di Wagenbach 1242-1265
- Ermanno di Biechtenweiler 1265-1299
- Federico Heller di Hellerstein 1300-1315
- Corrado II di Ibach 1315-1336
- Corrado III di Überlingen 1336-1346
- Enrico II di Ibach 1346-1363
- Ludovico di Ibach-Heldenberg 1363-1393
- Giovanni I di Essendorf 1393-1418
- Giovanni II Blaarer di Guttingen e Wartensee 1418-1437
- Erardo di Freybank 1437-1455 (m. 1462)
- Giobbe Penthelin di Ravensburg 1455-1477
- Gaspare Schieck 1477-1491
- Hartmann di Knorringen-Burgau 1491-1520
- Gerwig Blarer di Görsperg 1520-1567
- Giovanni III Halblizel 1567-1575
- Giovanni Cristoforo Rastner di Zellersberg 1575-1586 (m. 1590)
- Giorgio Wegelin 1586-1627
- Francesco Dietrich 1627-1637
- Domenico I Laumann di Liebenau 1637-1673
- Alfonso di Stadelmayer 1673-1683
- Willibaldo Kobold 1683-1697
- Sebastiano Hyller 1697-1730
- Alfonso II Jobst 1730-1738
- Placido Renz 1738-1745 (m. 1748)
- Domenico II Schnitzer 1746-1784
- Anselm Ritter 1784-1803

Nuova fondazione:
- Ansgard Höckelmann 1922-1929 (m. 1943)
- Michael von Witowski 1929-1933 come abate coadiutore (m. 1945)
- Konrad Winter 1933-1943 come abate coadiutore e 1943-1953 come abate (m. 1959)
- Wilfrid Fenker 1953-1975
- Dr. Adalbert Metzinger 1975-1982 (m. 1984)
- Dr. Lukas Weichenrieder 1982-2004
- Theodor Hogg 2004-2007, arciabate di Beuron, come abate amministratore di Weingarten
- Basilius Sandner 2007-2009 come priore amministratore
- Albert Schmidt 2009-2010, abate preside della congregazione di Beuron, come abate amministratore di Weingarten